# Bastone

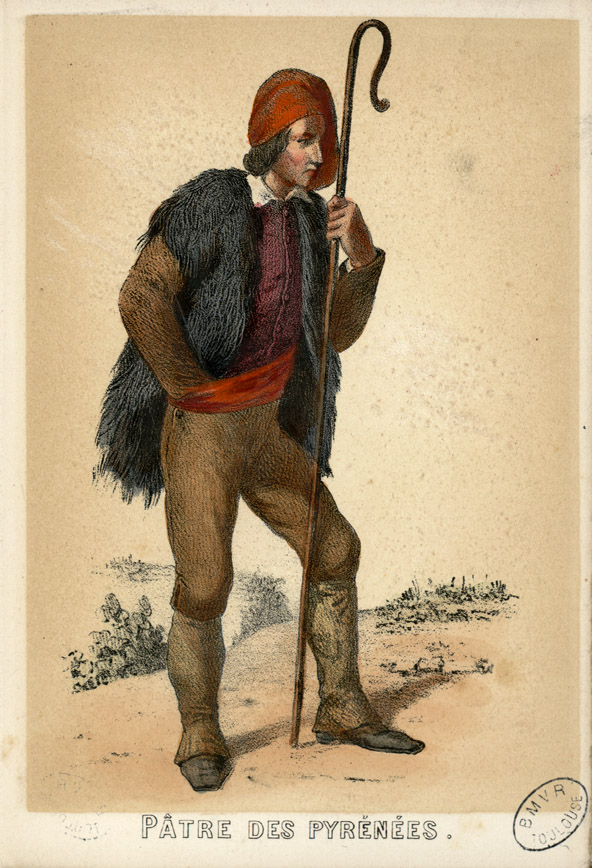
Bastone da pastore

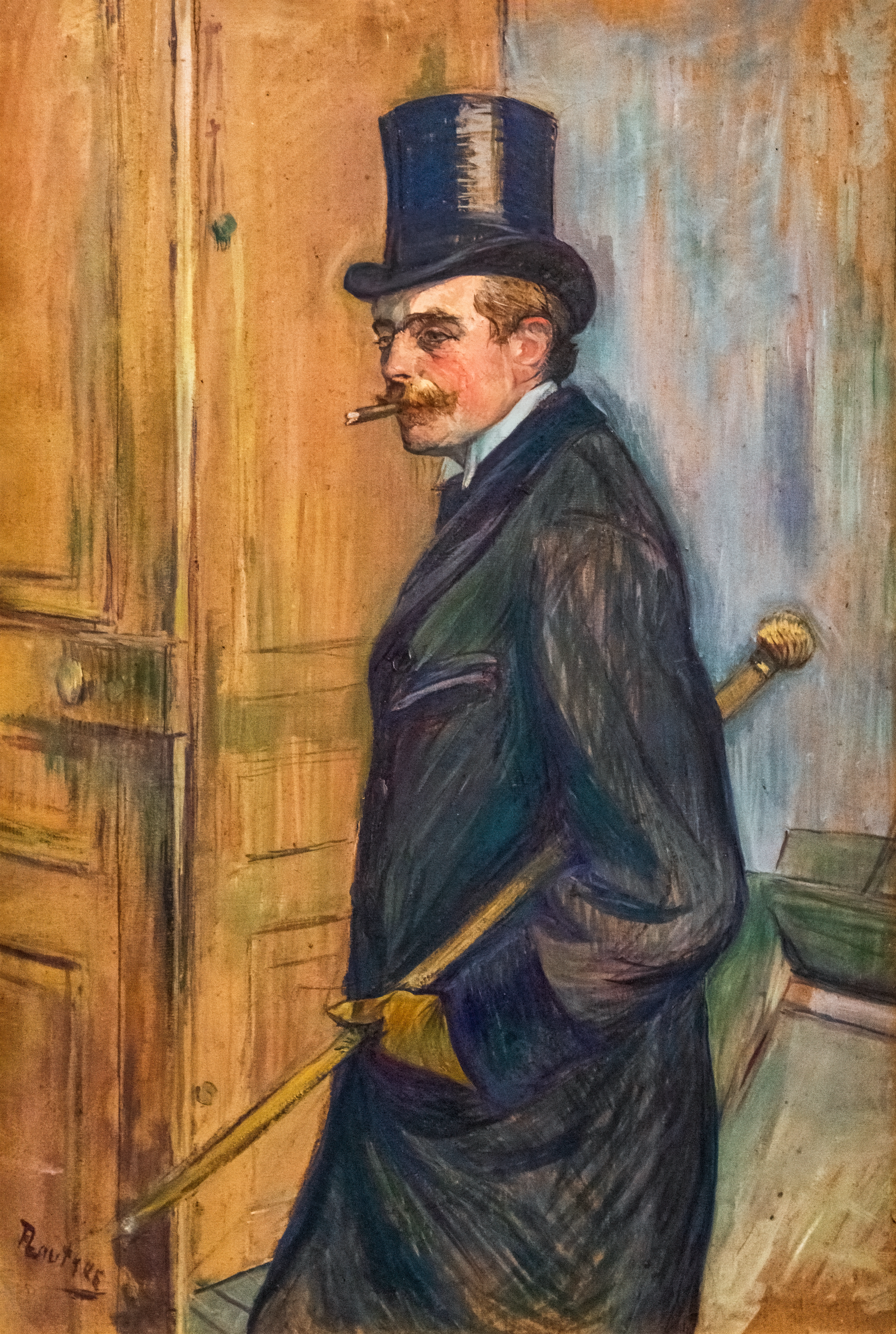
Louis Pascal di Henri de Toulouse-Lautrec, 1893.

Un bastone è un pezzo di legno più o meno lavorato di forma allungata. Usato dall'uomo  come appoggio o arma bianca, nel corso del tempo ha acquisito anche altre funzioni.

## Utilizzo

### Aiuto per movimento
Nel suo impiego più comune, il bastone è usato per appoggiarsi mentre si cammina. Si parla quindi di bastone da passeggio. Se dotato di una lama nascosta abbiamo il bastone animato. Nel caso di utilizzo in montagna si parla di bastone da montagna. Se si tratta di un bastone ferrato, è munito di pomo e di puntale per assicurare un migliore appoggio. Spesso i non vedenti mentre camminano utilizzano il cosiddetto bastone bianco per percepire ed evitare gli ostacoli.

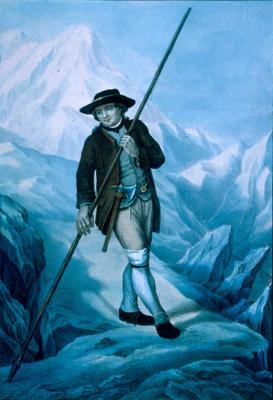
Jacques Balmat munito di alpenstock (bastone da montagna) e di accetta legata alla cintura
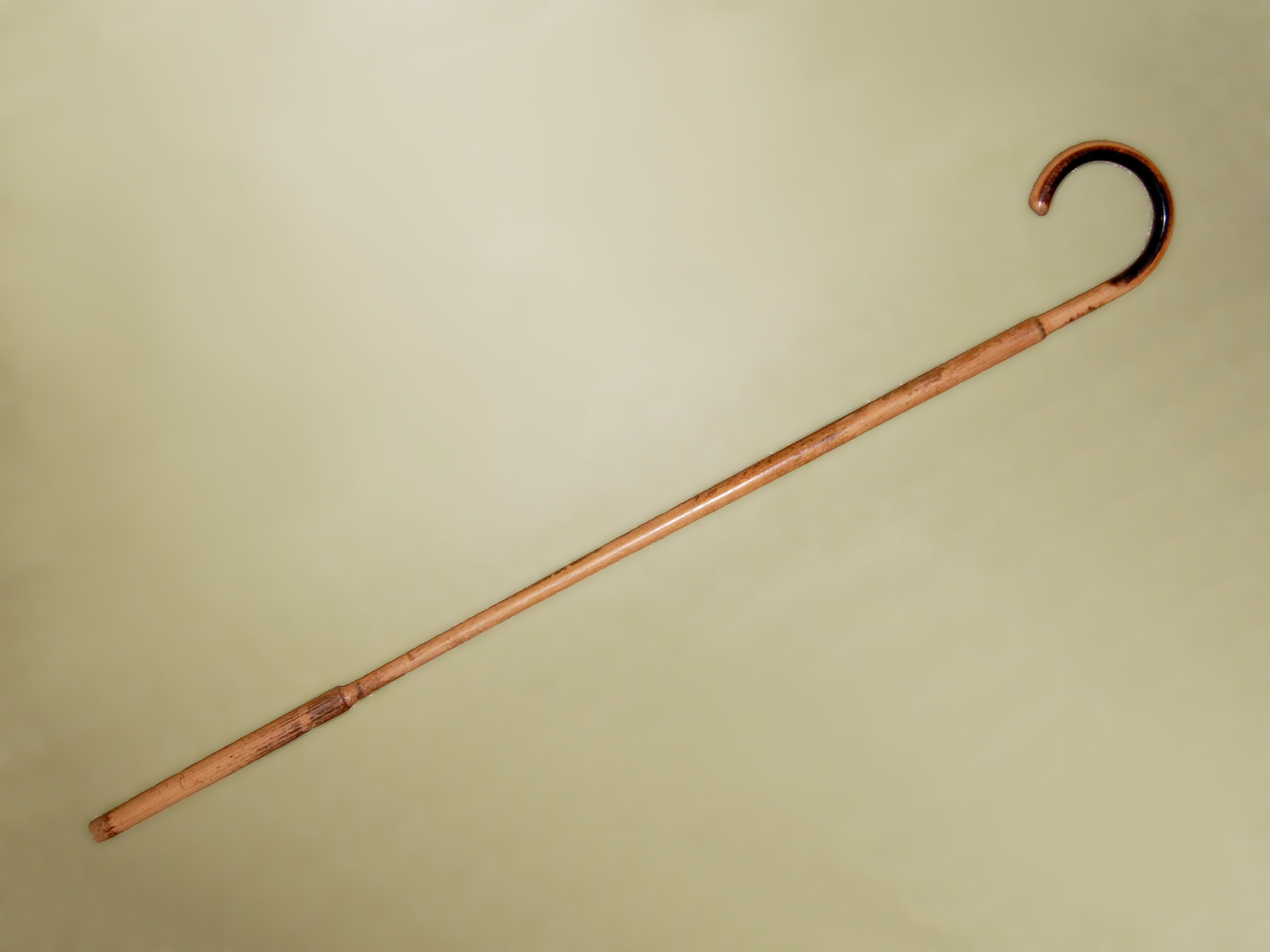
Bastone da passeggio
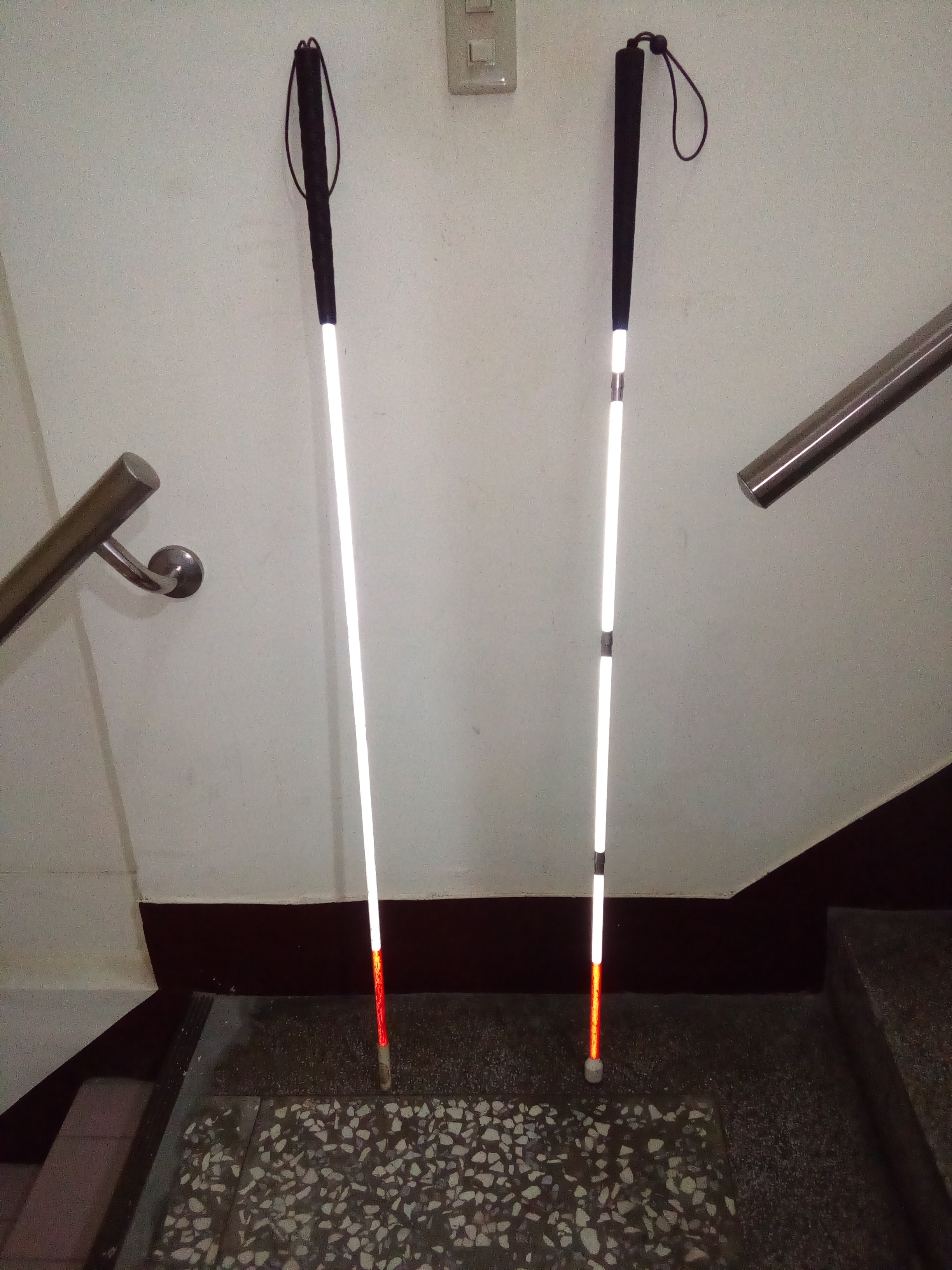
Bastone per non vedenti

### Come strumento
Come esempi di unità e strumenti di misura si citano il bastone di Giacobbe e le pertiche.
I bastoni da conteggio venivano utilizzati come supporto per memorizzare dei dati da ricordare.
Un bastone può anche fungere da manico per numerosi attrezzi, quali ad esempio la forca, l'accetta, la zappa e così via.

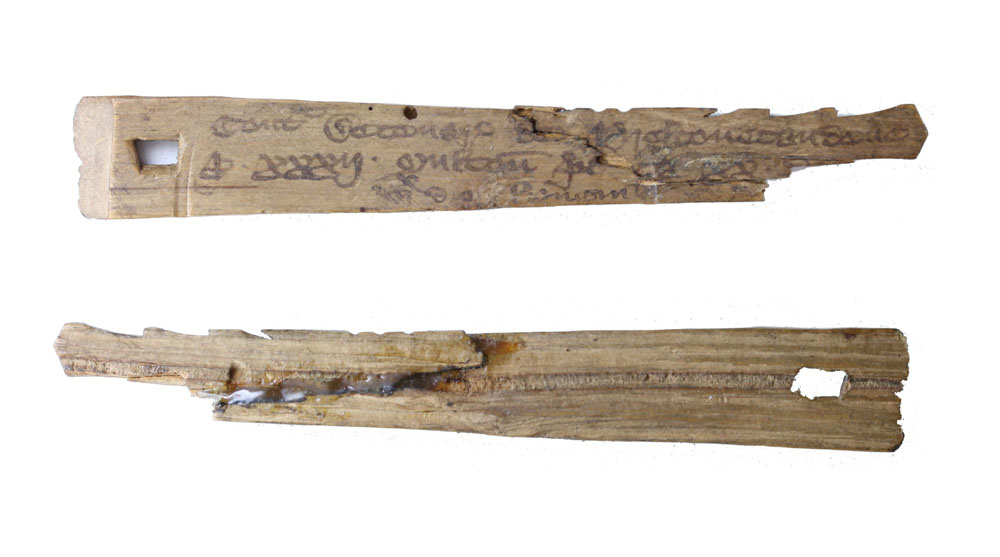
Bastone da conteggio
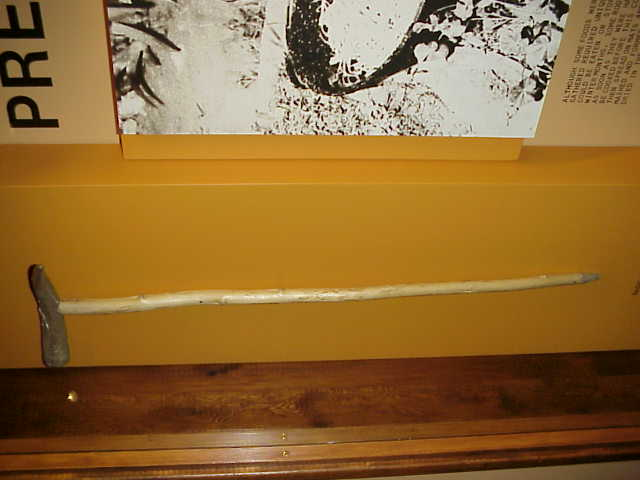
Un bastone da scavo è uno strumento di legno utilizzato principalmente dalle culture di sussistenza per scavare cibo sotterraneo come radici e tuberi
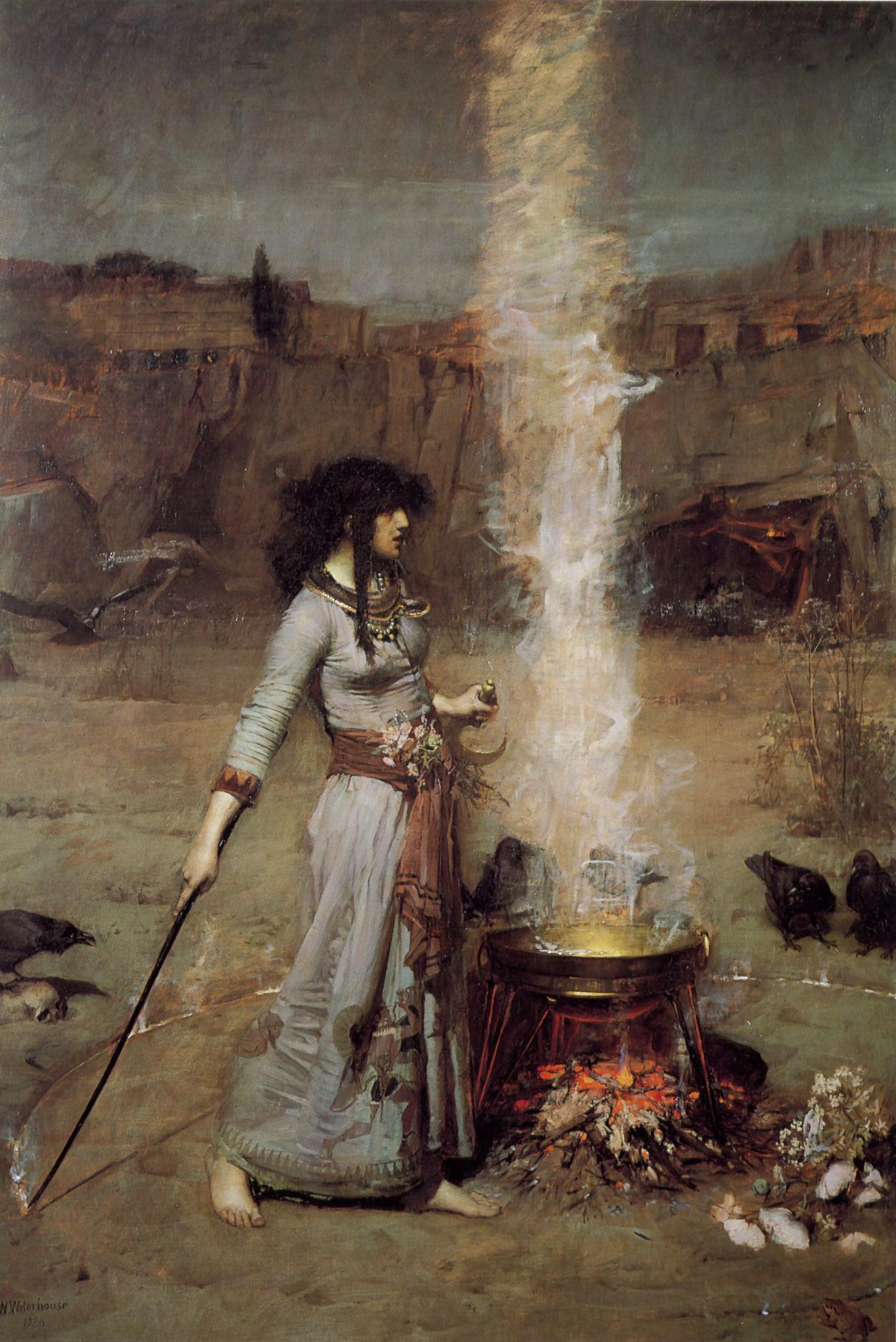
Nella letteratura fantasy, la bacchetta magica
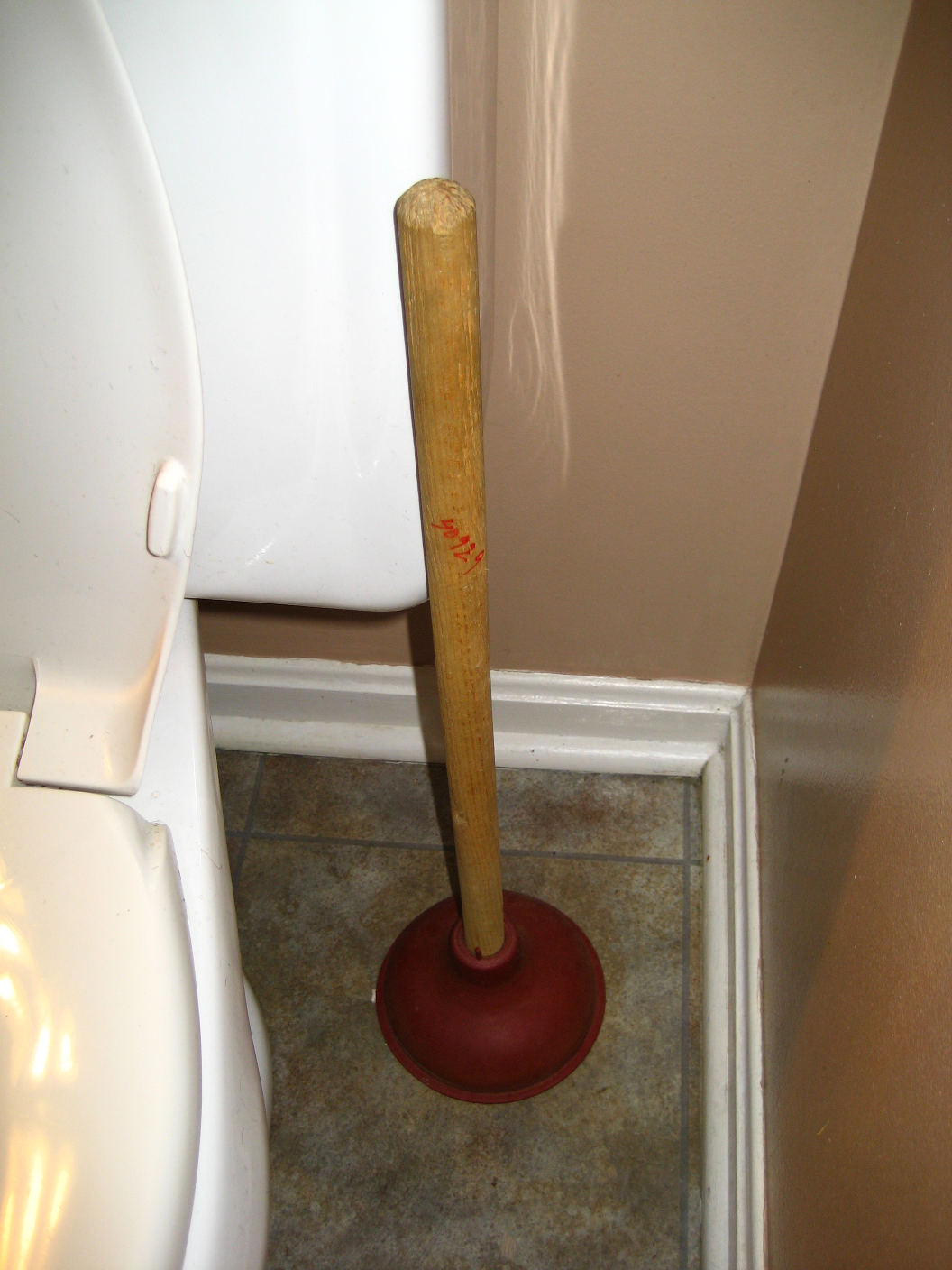
Manico per sturalavandino
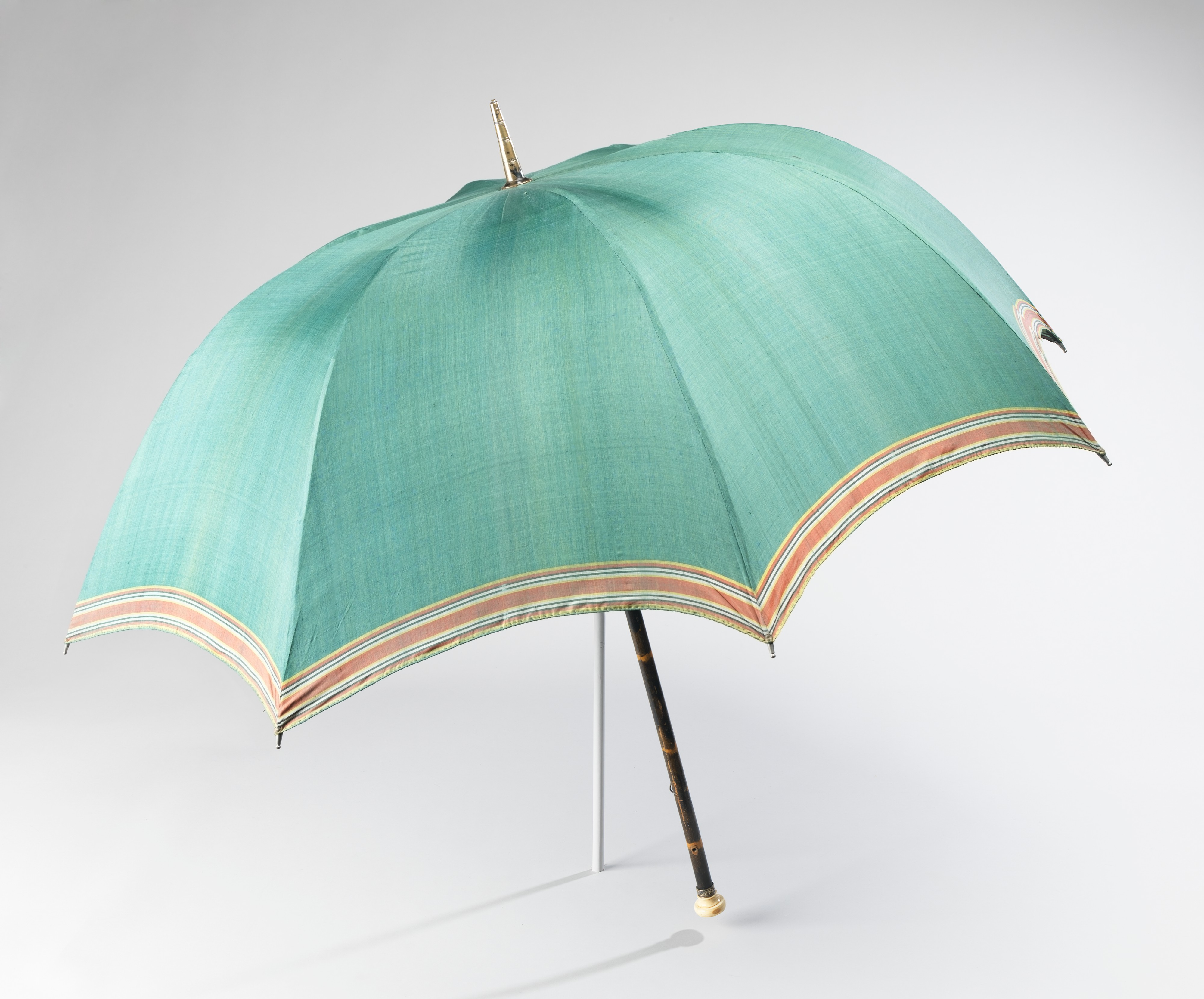
Manico per ombrelli e ombrelloni
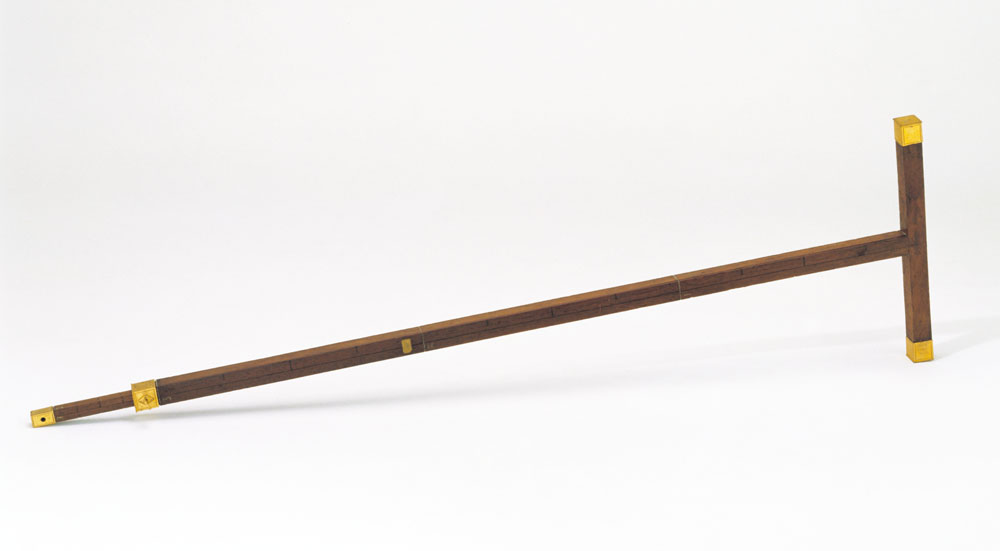
Bastone di Giacobbe
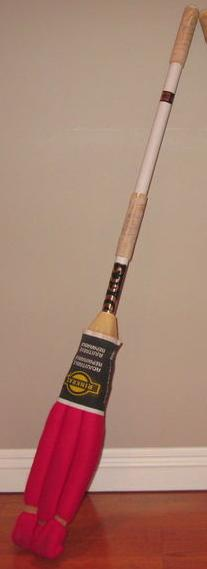
Scopa
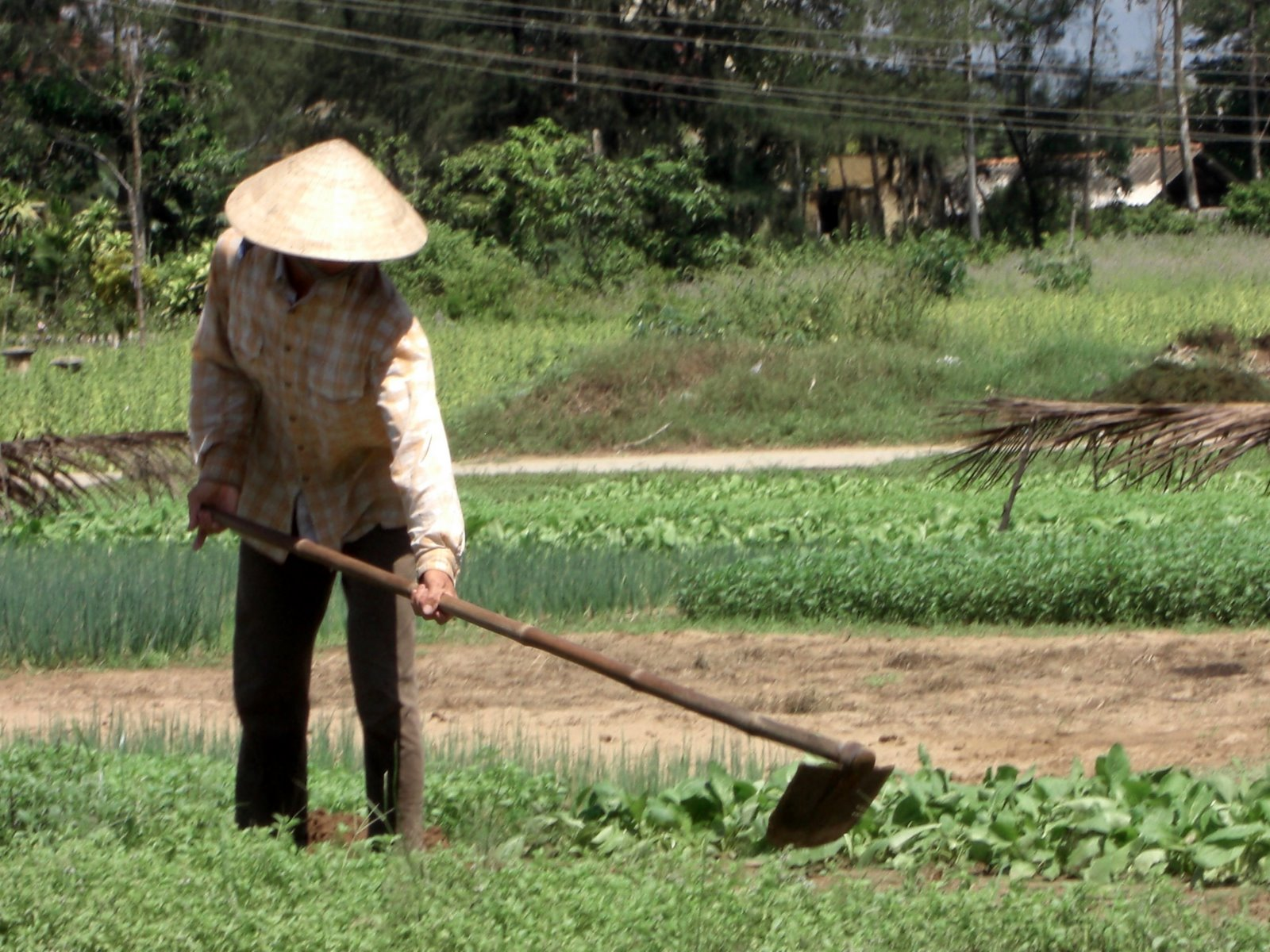
Zappa

### Nello sport
Viene impiegato anche in alcuni sport per colpire e per eseguire esercizi ginnici. Ad esempio: bastone da hockey su ghiaccio e bastone da golf.

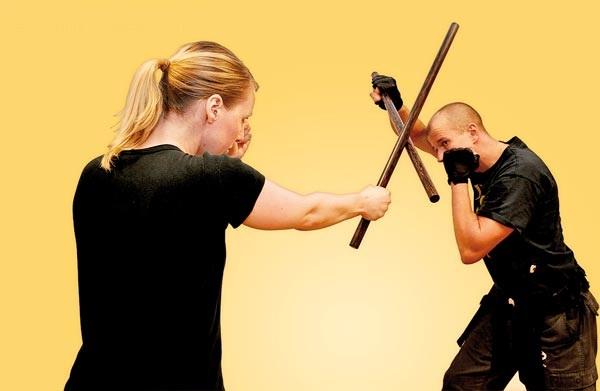
Bastone da Stick-fighting
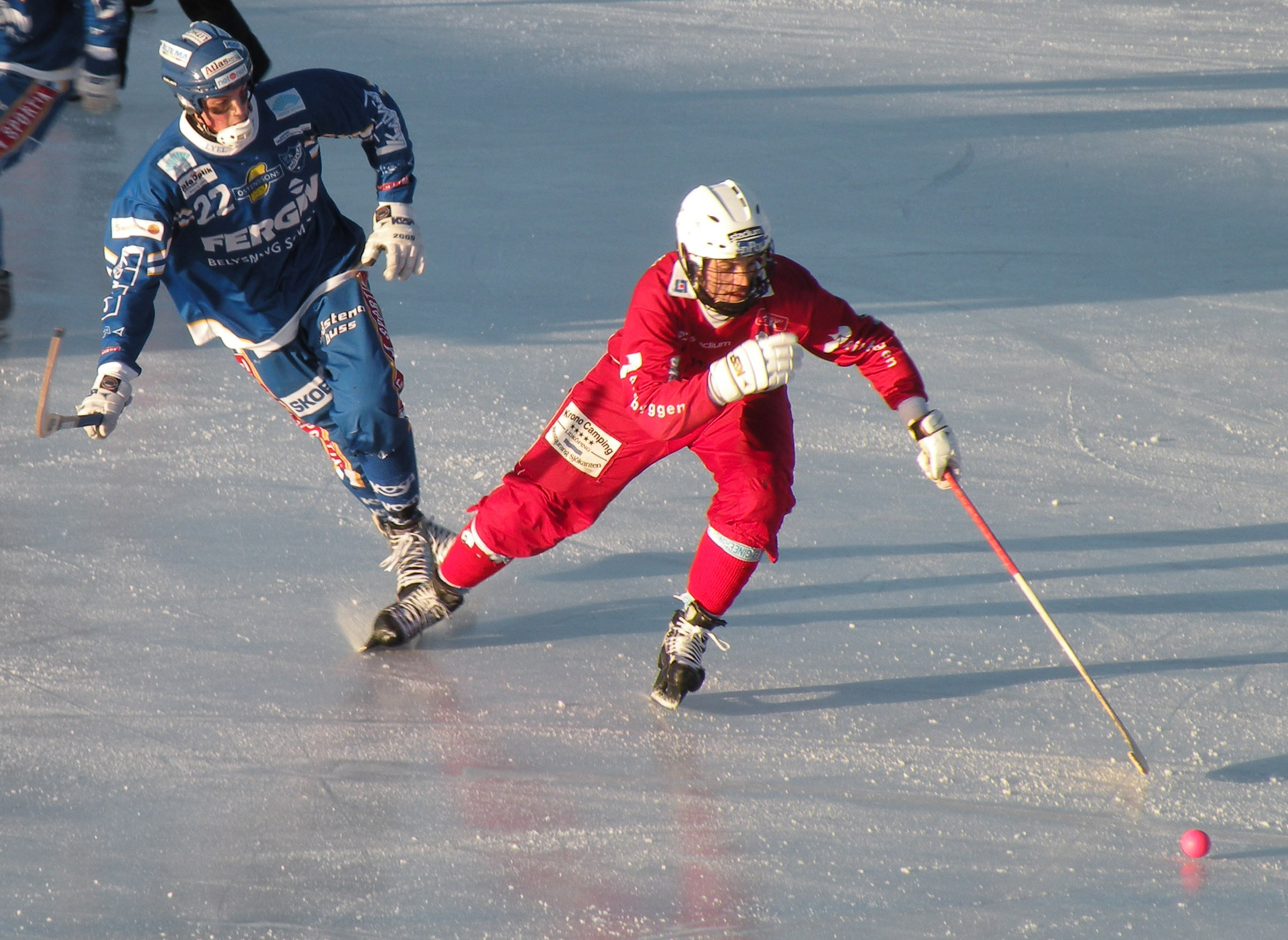
Bastone da Bandy
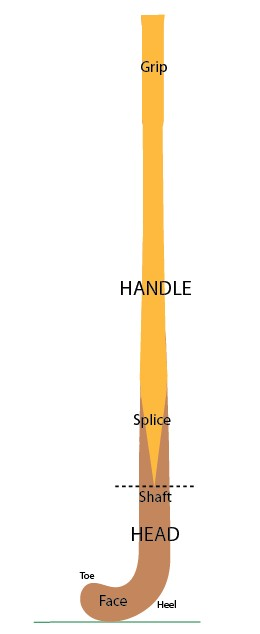
Bastone da hockey su prato
Bastone da hockey su ghiaccio
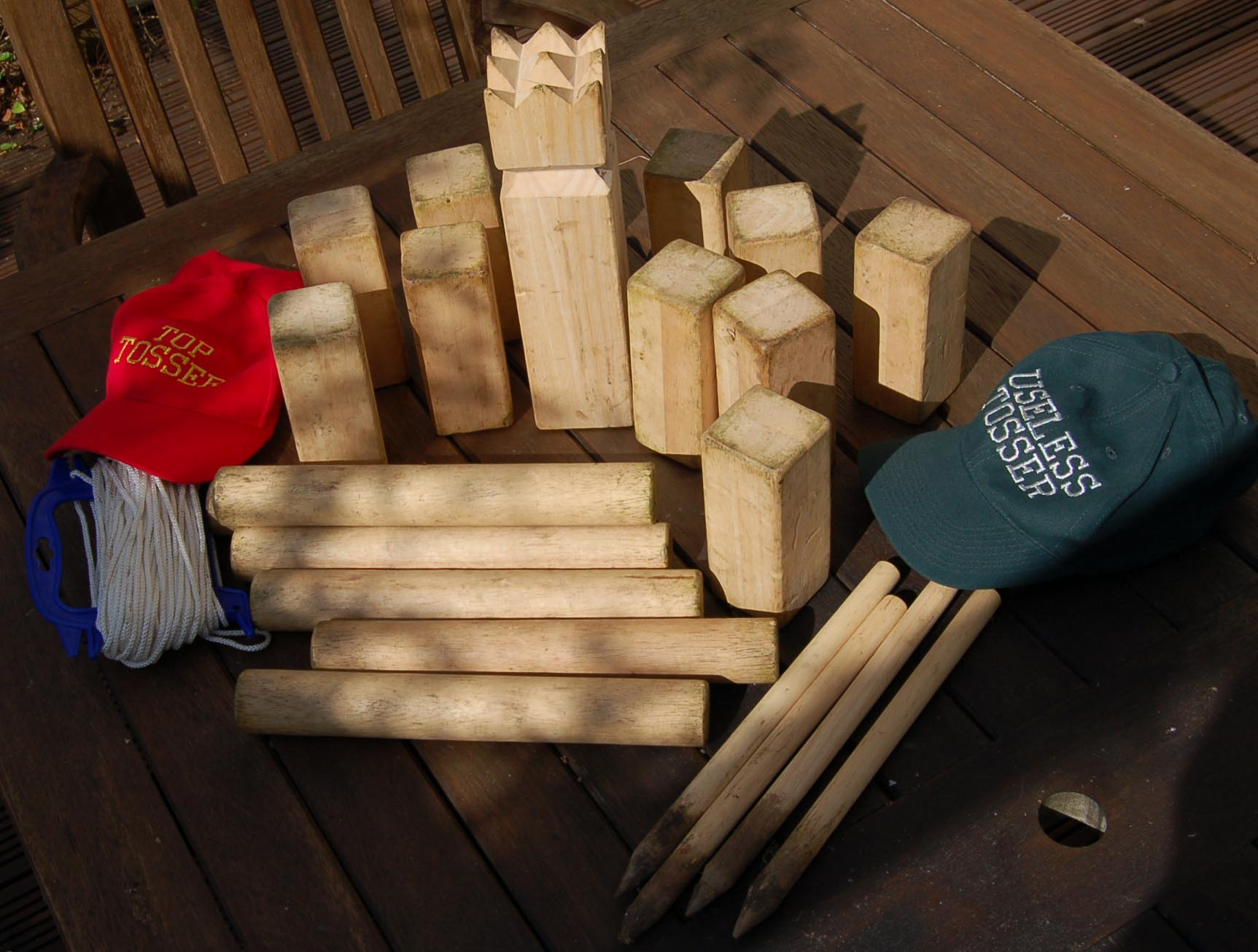
Bastoni da Kubb
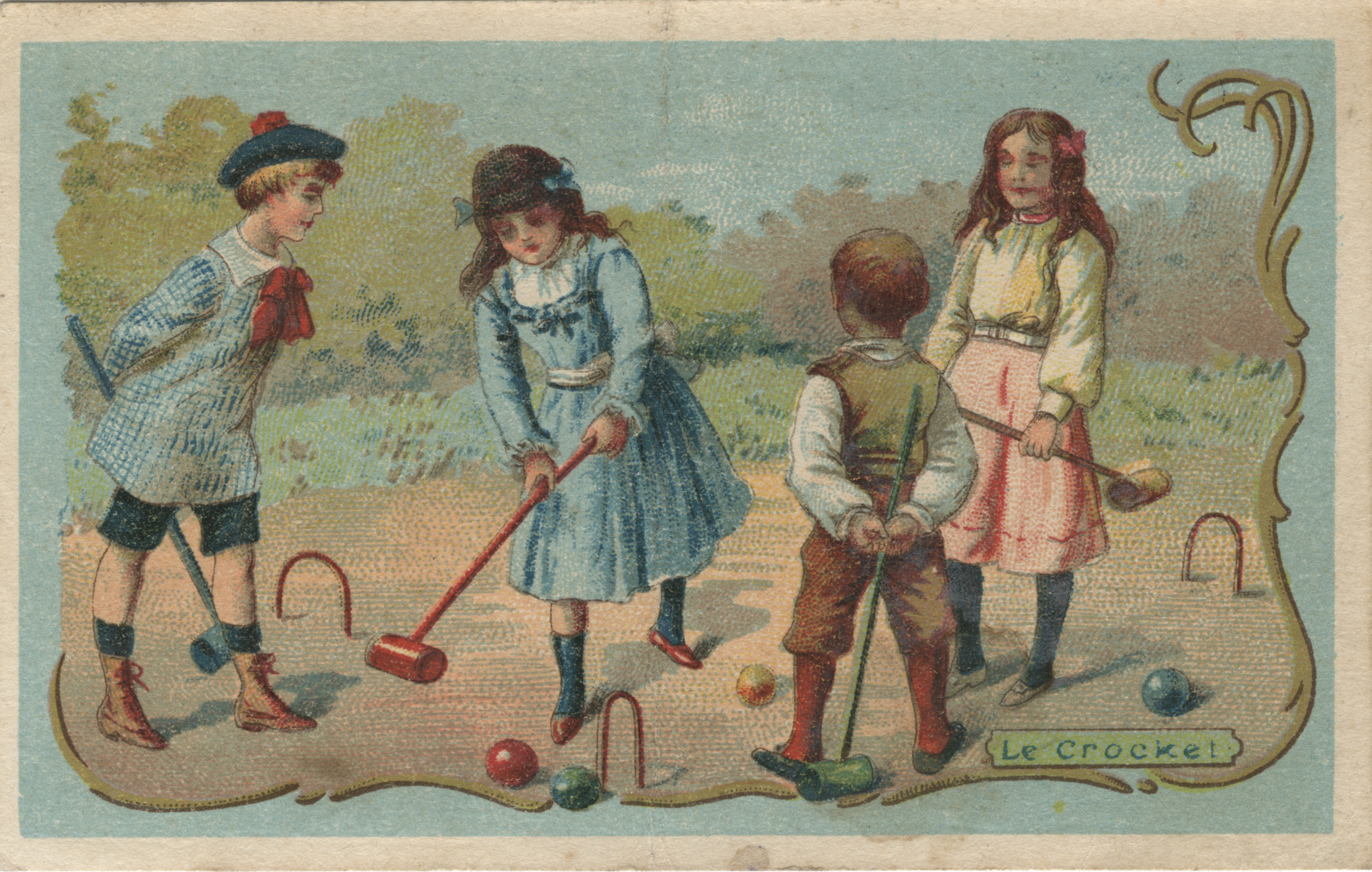
Bastone da cricket

### Come simbolo di comando
Il bastone è utilizzato anche come scettro, come simbolo di comando e guida: bastone del comando, bastone da feldmaresciallo, bastone pastorale. Questa accezione deriva dall'utilizzo del vincastro da parte dei pastore per guidare e proteggere il gregge.

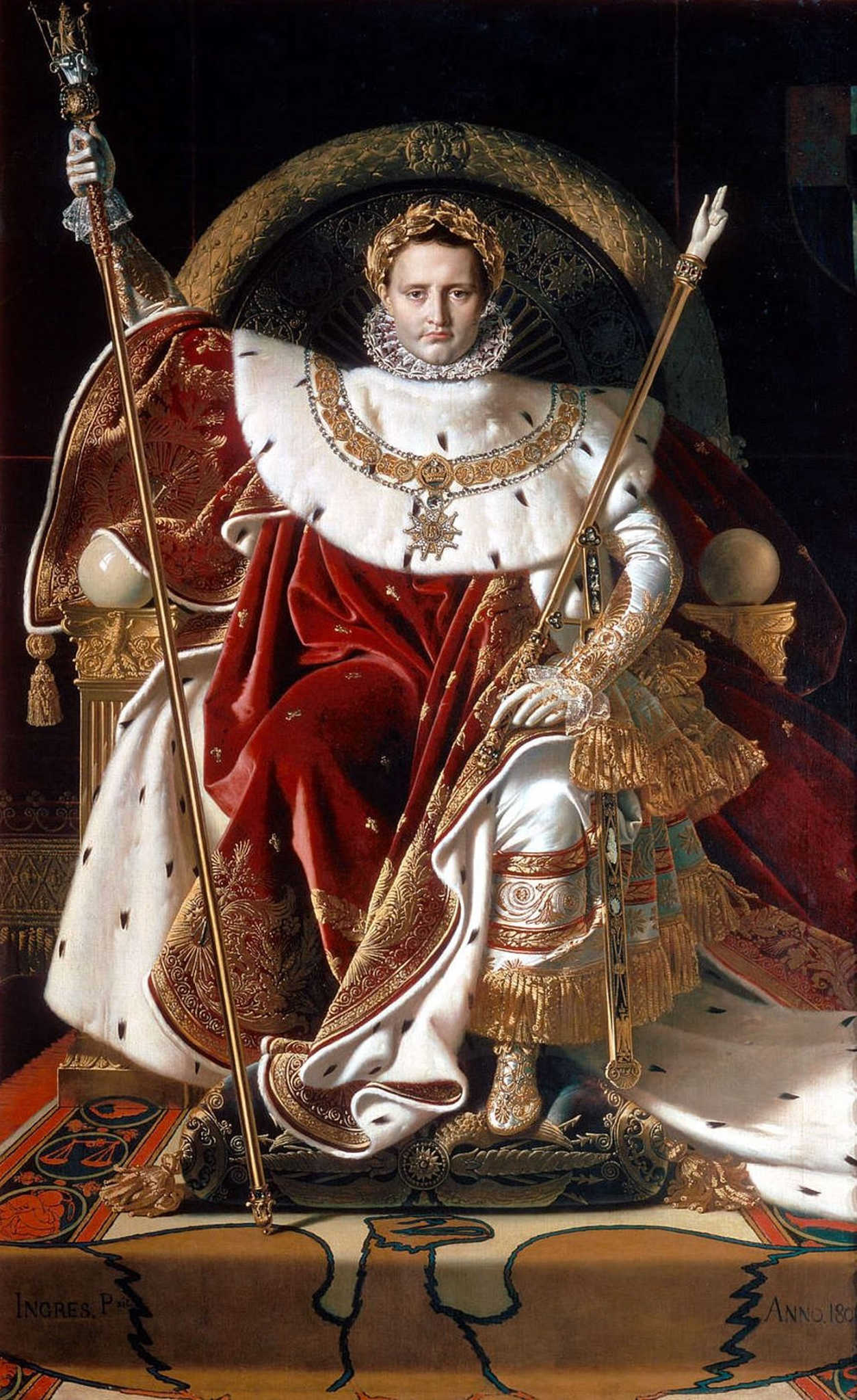
Bastone cerimoniale (scettro): Napoleone I sul trono imperiale, opera di Ingres (1806)
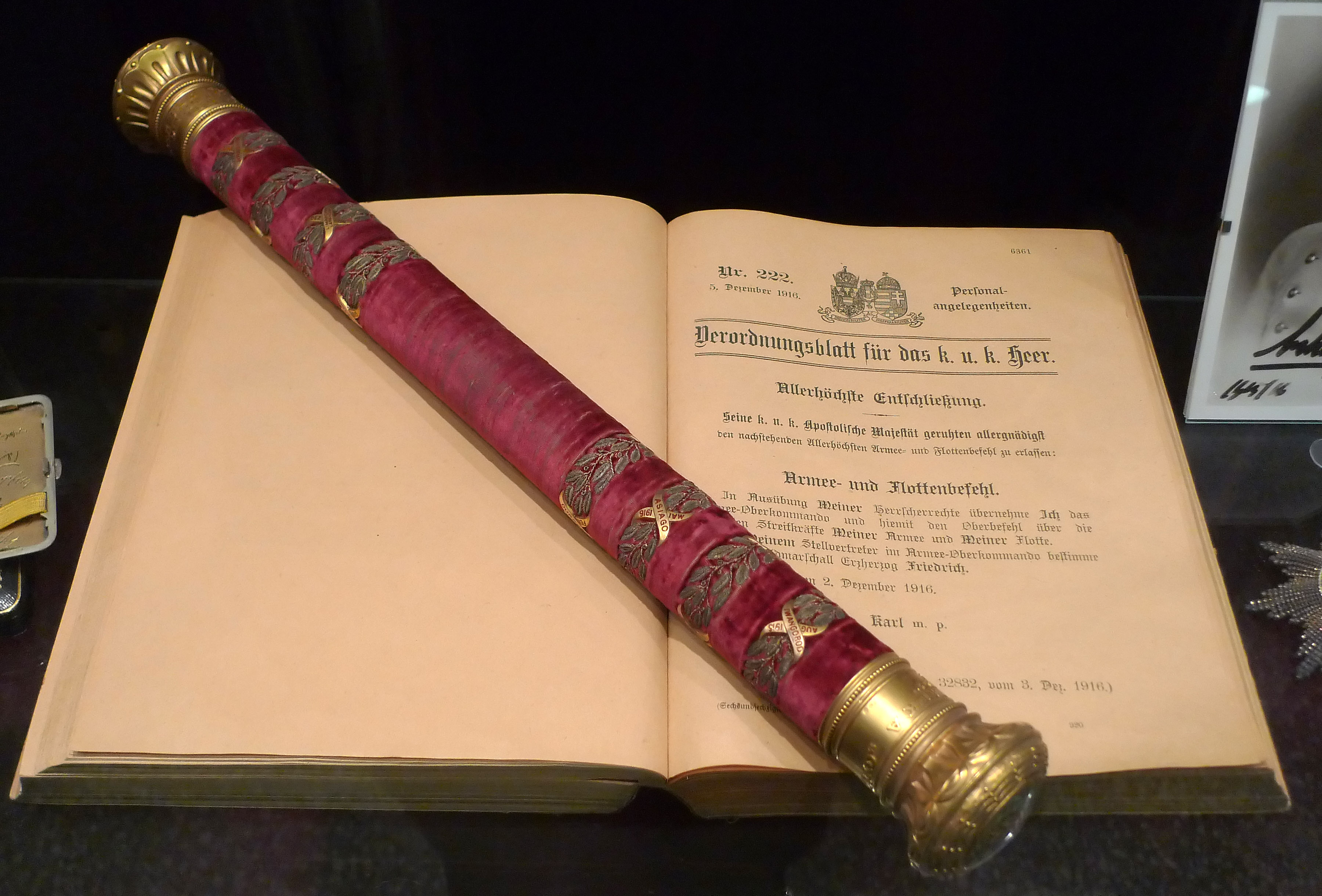
Bastone da feldmaresciallo dell'arciduca Federico d'Asburgo-Teschen
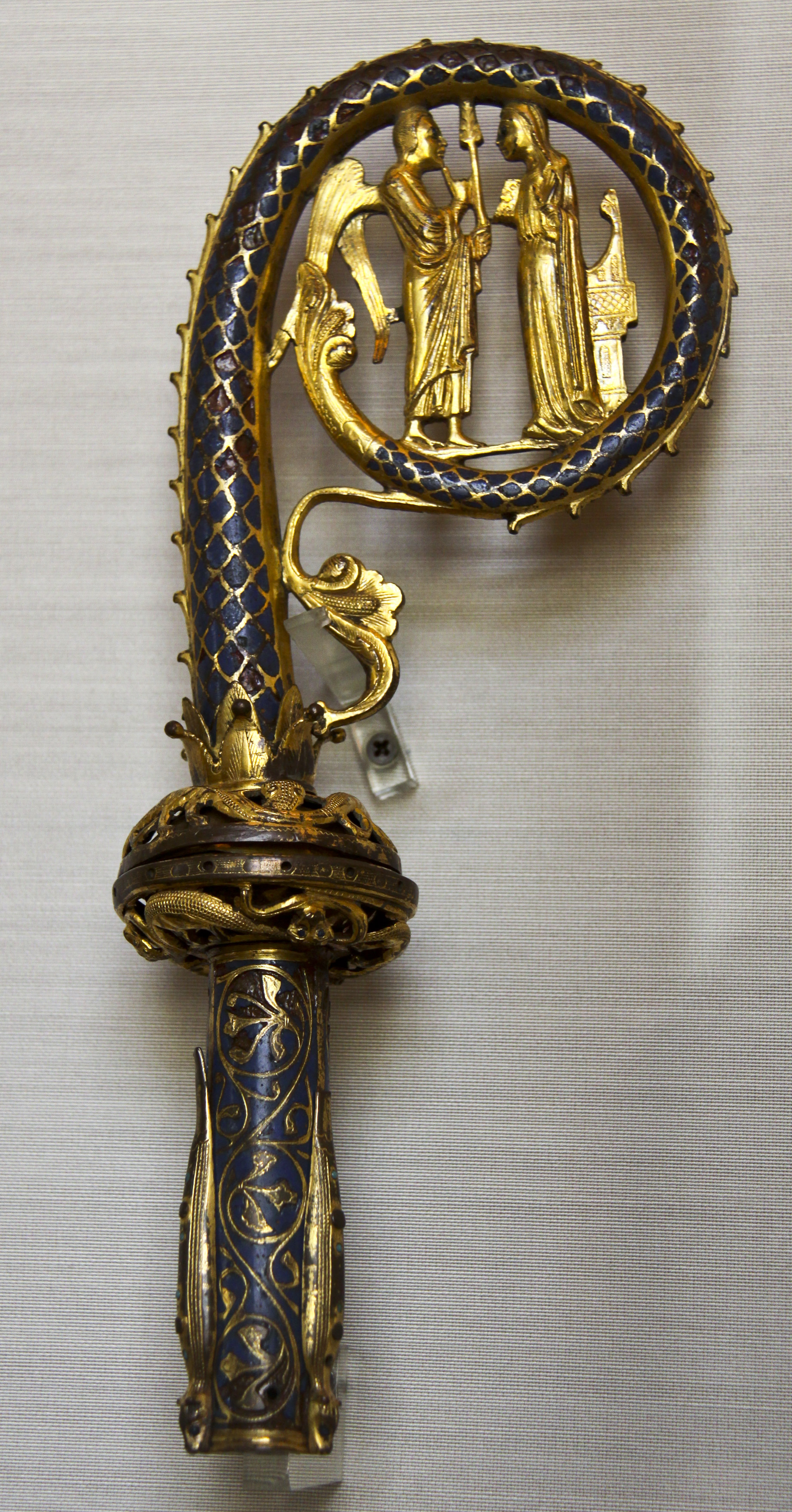
Bastone pastorale: punta di pastorale, arte limosina del XIII secolo
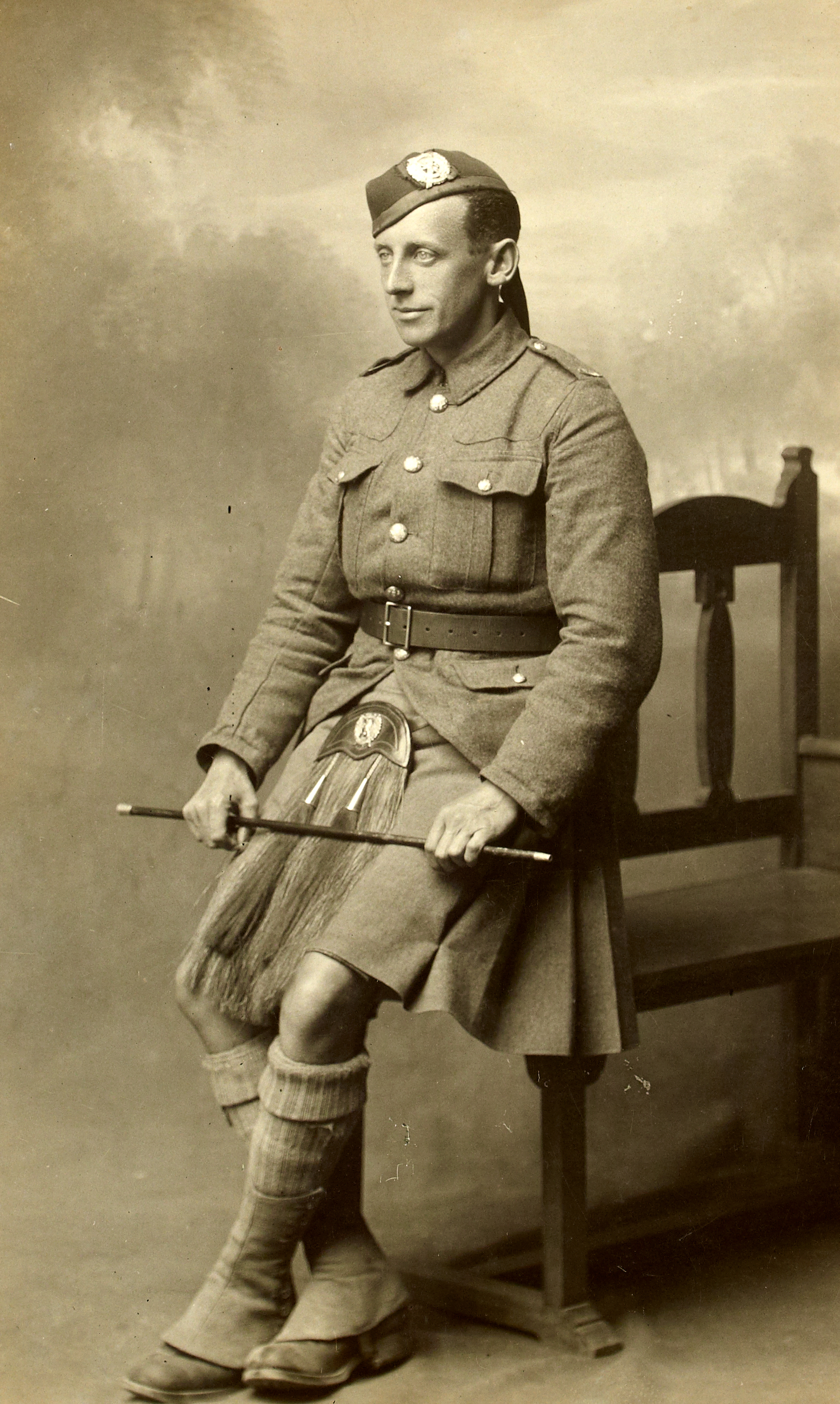
Soldato scozzese con un bastone da spavalderia, 1921
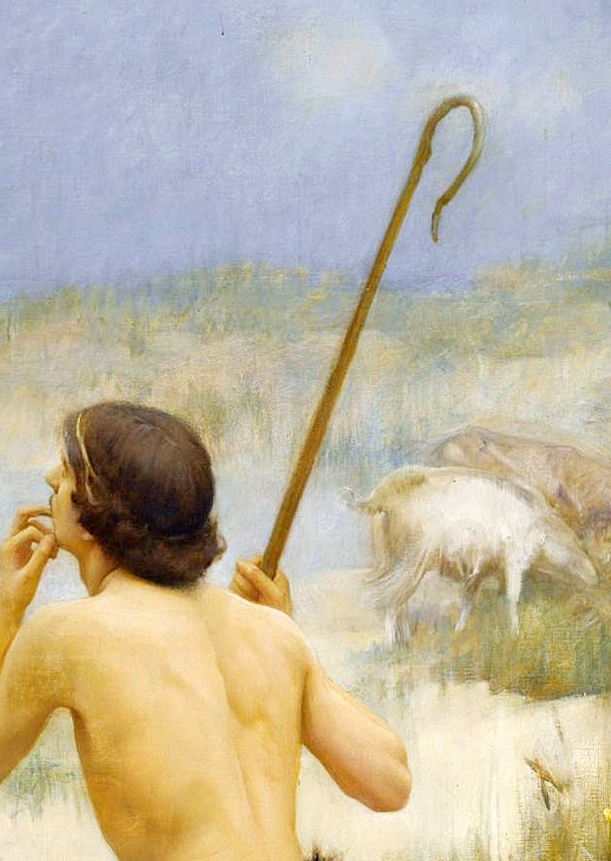
Bastone da pastore

### Come arma
Il bastone è un'arma bianca . Tale arma può essere di 2 tipi: il bastone singolo e il bastone doppio. Il bastone singolo o anche detto manganello è usato per stordire e per sedare le rivolte mentre il bastone doppio è più che altro una sorta di oggetto da torneo. I giapponesi jō e bō sono due esempi di bastoni da combattimento.

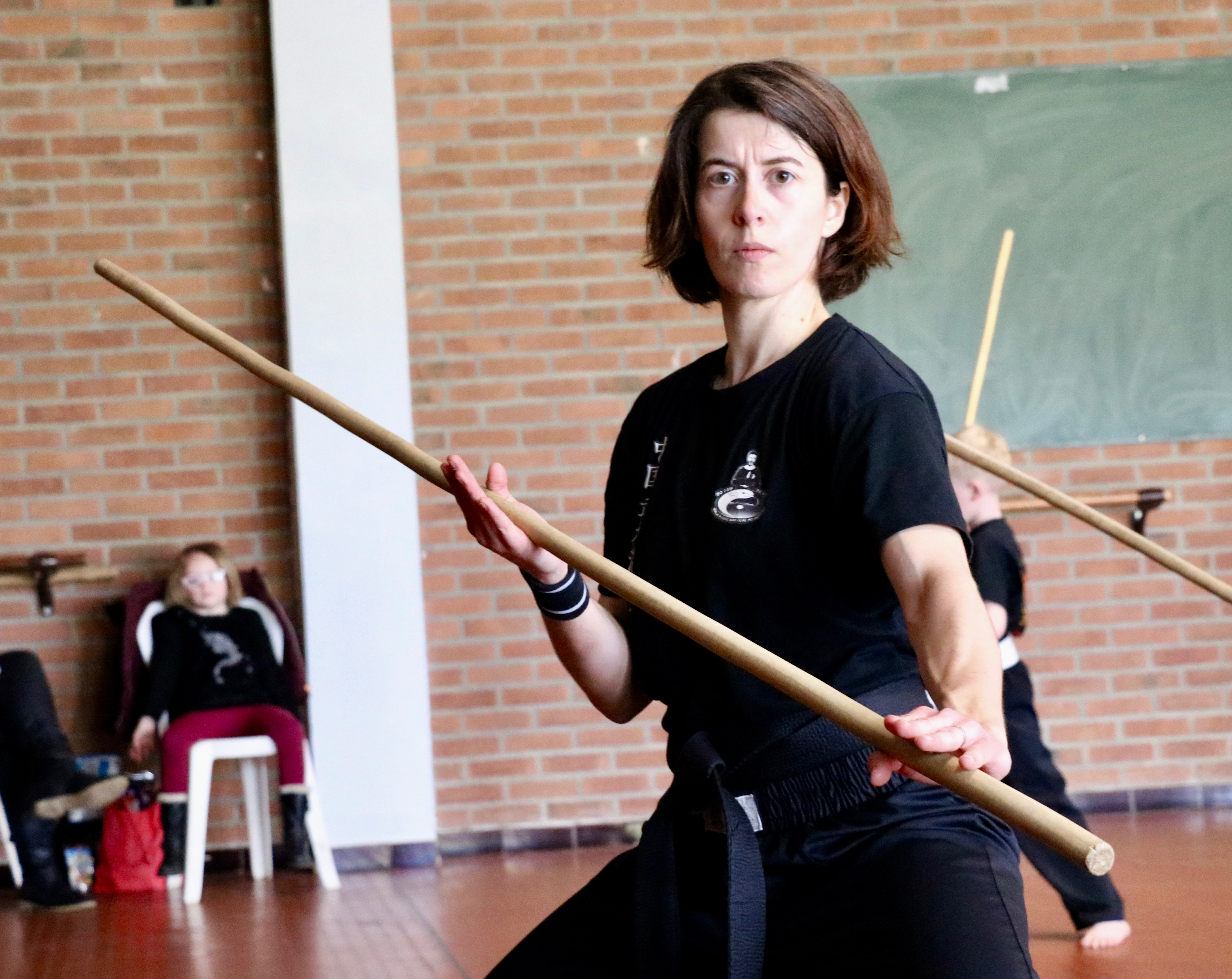
Bastone da arti marziali
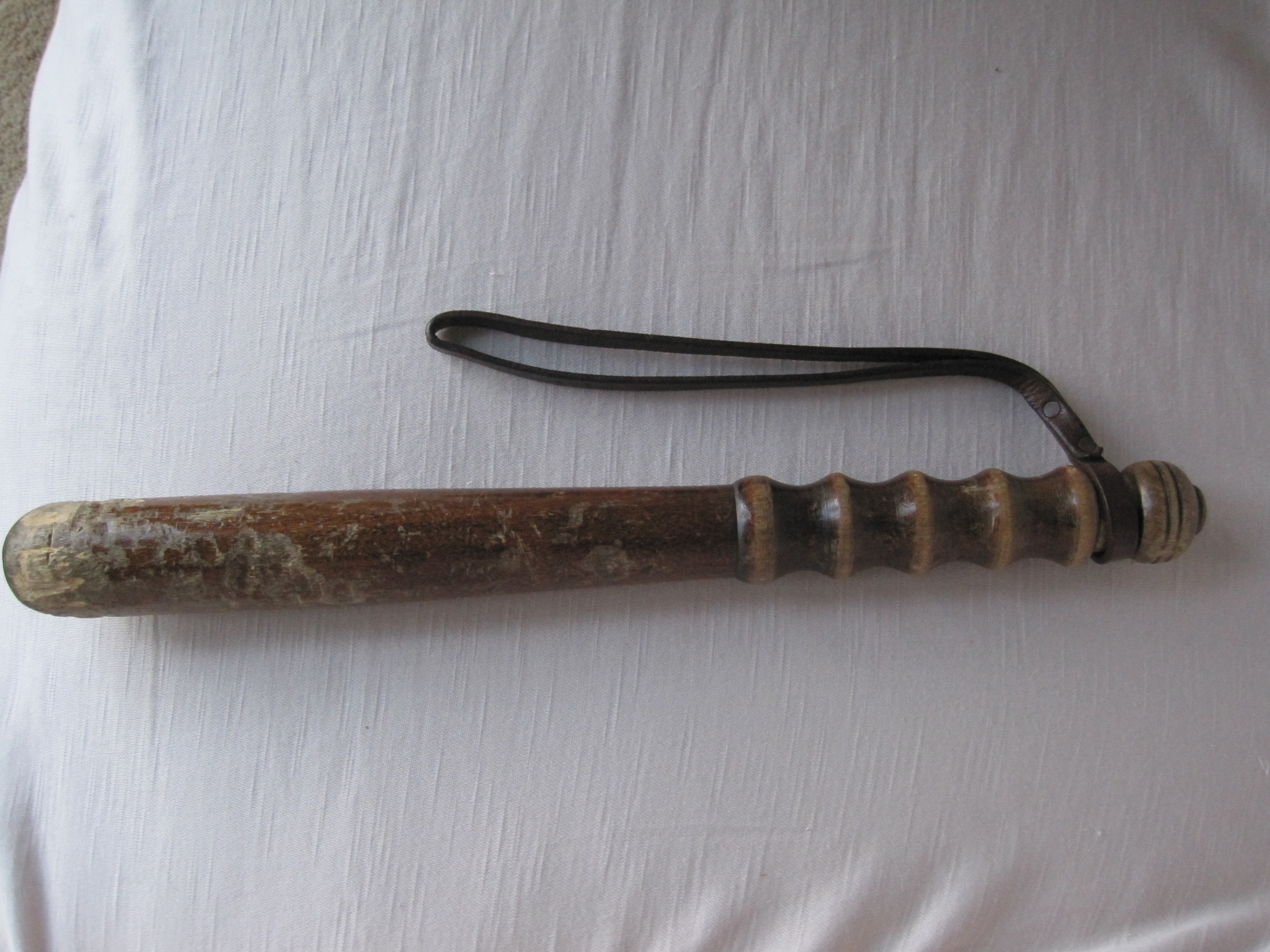
Manganello
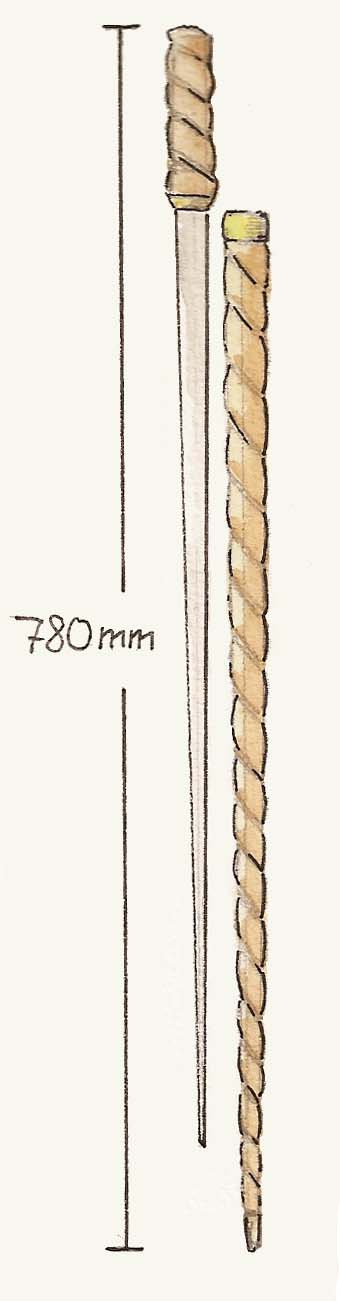
Diagramma che mostra un bastone animato